# Ugni myricoides
El arrayancillo o murtilla negra (Ugni myricoides) es una especie de arbusto de la familia de las mirtáceas que se encuentra desde México hasta Perú y el noroeste de Brasil, entre los 1.800 y 3.700 m de altitud.

## Descripción
Alcanza entre 1 y 4 m de altura. Ramoso, corteza color marrón bronceado. 
Hojas opuestas, color verde obscuro, con puntos translúcidos; de 0,7 a 2 cm de largo por 0,2 a 1,5 cm de ancho; pecíolo de 0,2 cm. 
Flores blancas con marcas rosadas, solitarias con pedúnculos de 1 a 2 cm, acampanadas, de 1,5 cm de diámetro, 5 pétalos. 
Fruto carnoso, comestible, color púrpura negruzco, cubierto de pelos y coronado por los restos del cáliz.

## Usos
Aunque su fruto silvestre es comestible, las especies silvestres no suelen presentar el sabor más agradable y característico de la murtilla chilena (Ugni molinae); sin embargo puede ser utilizado para diversas preparaciones, tales como mermeladas y salsas.
De sus hojas se puede obtener aceites esenciales.
Se puede cultivar como planta ornamental.